# Yoshinori Ohsumi
Yoshinori Ohsumi (japanska: 大隅 良典?, Ōsumi Yoshinori), född 9 februari 1945 i Fukuoka, är en japansk cellbiolog som specialiserat sig på autofagi. Han är sedan 2009 professor på Institute of Science Tokyos Frontier Research Center (nu Institute of Science Tokyo).
Den 3 oktober 2016 meddelades det att Yoshinori Ohsumi får 2016 års nobelpris i fysiologi eller medicin för sina upptäckter av mekanismer inom autofagi.

## Biografi
Ohsumi tog kandidat- (B.Sc.) och doktorsexamen (D.Sc.) vid Tokyos universitet 1967 respektive 1974. 1974–77 var han postdoktoral forskare vid Rockefeller University i New York. 
Han återvände till universitetet i Tokyo 1977 som forskarassistent, utnämndes till lektor där 1986, och befordrades till biträdande professor 1988. 1996 flyttade han till National Institute for Basic Biology i Okazaki, där han utnämndes till professor. Från 2004 till 2009 var han även professor vid Graduate University for Advanced Studies i Hayama. Under 2009 har han gått över till en anställning som professor emeritus vid  National Institute for Basic Biology och vid Graduate University for Advanced Studies, och en professur vid Tokyo Kogyo-universitetet.